# عشاق زوجتي (لوحة)
عشاق زوجتي (بالإنجليزية: My Wife's Lovers)‏ هي لوحة زيتية بريشة الفنان النمساوي كارل كالر رسمها سنة 1891 تصور اثنين وأربعين من قطط الأنجورا التركية. عنونة مجلة القطط أللوحة بعنوان «أعظم لوحة للقطط في العالم» في عام 1949. وبعد بيعها عام 2015 بأكثر من 800 ألف دولار، أصبح أيضًا أغلى لوحة للقطط على الأطلاق. اللوحة الآن ضمن مجموعة خاصة.

## خلفية

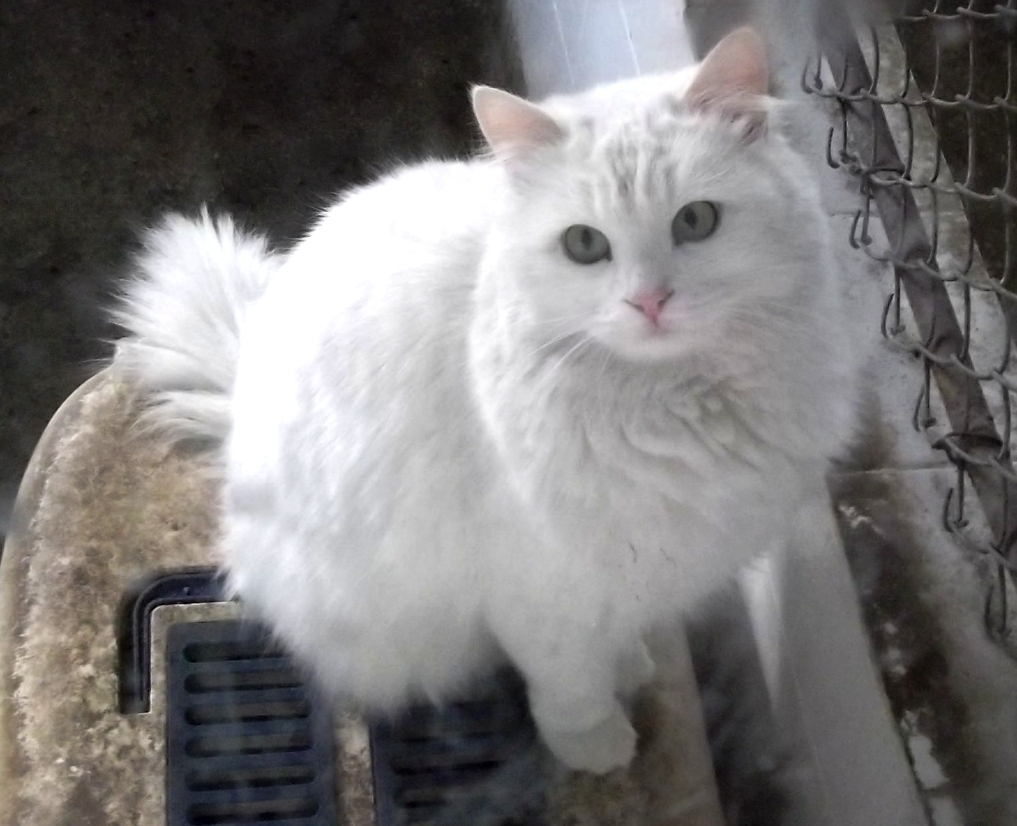
قط أنغورا تركي

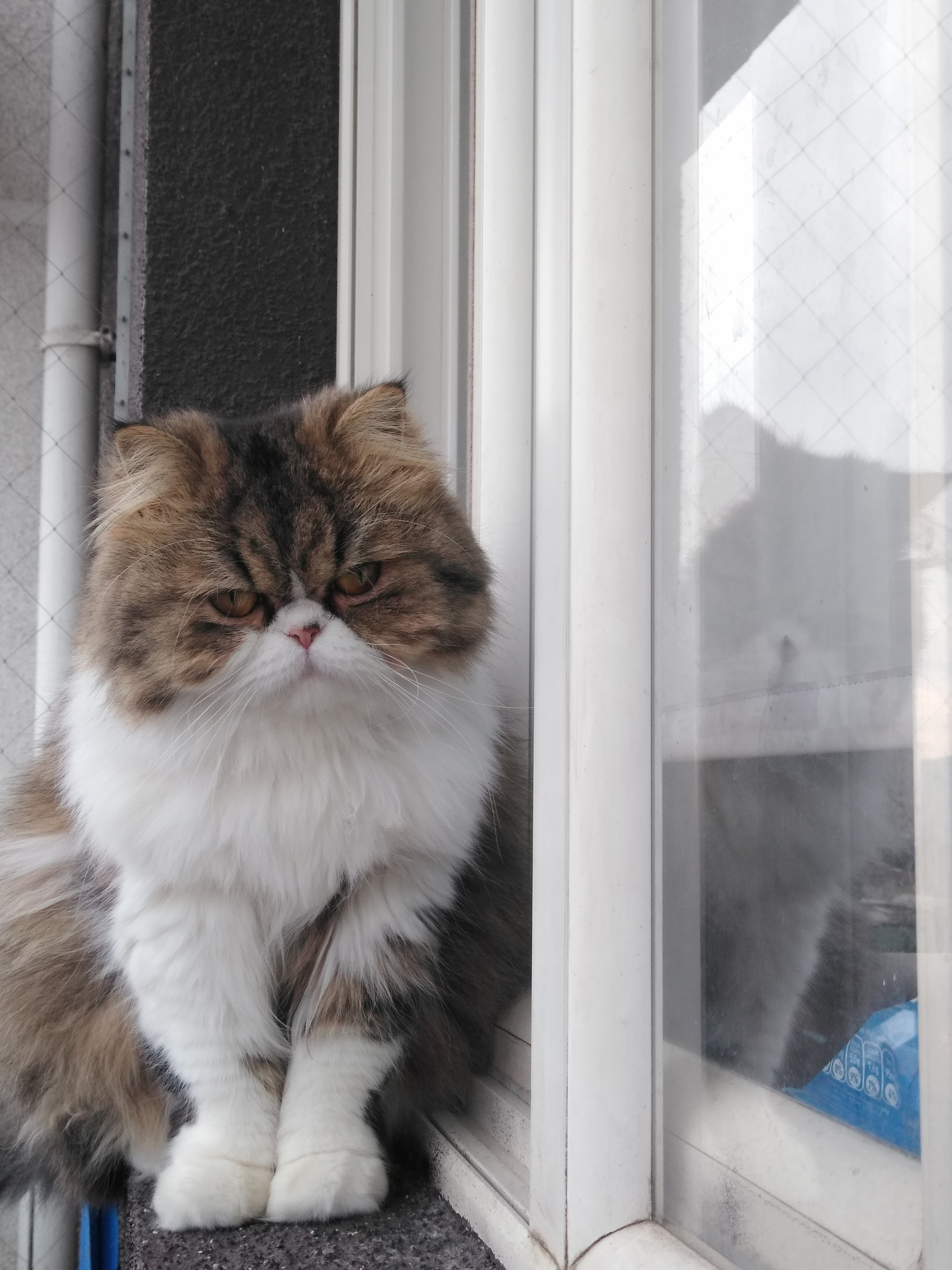
قط فارسي

أثناء رحلة إلى باريس في وقت ما في أواخر القرن التاسع عشر، أصبحت المليونيرة من سان فرانسيسكو، كيت بيردسال جونسون، مفتونة بقطة فارسية كبيرة ذات عيون خضراء تدعى سلطان. علمت أنها يجب أن تحصل عليه. عندما قيل لها إنه ليس للبيع، سألت عن قيمته وعرضت ضعف المبلغ. أشترتها مقابل 3000 دولار. كانت جونسون محبّة كبيرة للقطط، خاصةً القطط من السلالات الفارسية والأنجورا، في مرحلة من مراحل حياتها أمتلكت جونسون ما يقارب 350 قط في منزلها.
في عام 1891 ، وصل كارل كالر إلى الولايات المتحدة وكان يخطط لإجراء دراسات عن الطبيعة، ولكن أثناء وجوده في سان فرانسيسكو، تمت دعوته إلى منزل جونسون وكلفته برسم 42 من قططها. في ذلك الوقت، كان كالر معروفًا في المقام الأول في أستراليا ونيوزيلندا كرسام لمشاهد سباق الخيل. لم يكن قد رسم قط قطًا، لذا قبل أن يبدأ الرسم، أمضى السنوات الثلاث التالية يرسم قطط جونسون الأليفة في مجموعة متنوعة من الأوضاع لالتقاط تشابهها الحقيقي والتعرف على شخصياتها وسماتها الفردية.

## الوصف
بقياس 1.8 م × 2.6 م، تزن اللوحة 103 كجم بحيث تعتبر لوحة كبيرة الحجم بكل المقاييس. تحتوي اللوحة بما مجموعه على 42 قط، تتمحور حول القط الفارسي (سلطان) الذي يتمركز في منتصف اللوحة، تم تصوير القطط الفردية الأخرى بوضعيات متميزة وفريدة تشبه الصور العائلية من كل زاوية وبمجموعة واسعة من السمات الشخصية. بحيث قام كالر بإحياء المشهد بتفاصيل قصصية، بما في ذلك تفاعل القطط المرحة، بعض القطط تلاحق فراشة والأخرى تنظر إلى المشاهد وتلك التي تلعق نفسها وأخرى نائمة.

## المشتريات والعرض
أعارة جونسون اللوحة لمعرض شيكاغو العالمي عام 1893 ، وفي العام التالي استحوذ عليها إرنست هاكيت من أجل قصر الفنون في سان فرانسيسكو. بينما دمر الصالون في زلزال سان فرانسيسكو 1906 ، نجت اللوحة منه. تم تعليق اللوحة في وقت لاحق في معرض بيدمونت للفنون في بيدمونت، كاليفورنيا، واشتراه لاحقًا زوجان من شيكاغو. في نوفمبر 2015 ، تم بيع اللوحة لمشتري خاص من كاليفورنيا مقابل 826 ألف دولار. 
في عام 2016 ، عرض متحف بورتلاند للفنون القطعة في الفترة بين 2 فبراير و 8 يونيو 2016 ودخل في شراكة مع جمعية أوريغون لزيادة الوعي بتبني القطط.

## الرسام
ولد كارل كالر في لينز بالنمسا عام 1855 ، ودرس الفن في إيطاليا وباريس وميونيخ، وحقق نجاحًا مبكرًا معروفًا بالصور، والعراة، والديكورات الداخلية، والفروسية، والأحداث الرياضية الأخرى. كان مغامرًا مولودًا بذوق درامي، عاش في أستراليا لقي استحسانًا كبيرًا حتى دفعه الكساد الاقتصادي إلى نيويورك وسان فرانسيسكو. قام بتكرار بناء الاستوديو الغريب الخاص به من ملبورن إلى سان فرانسيسكو في عام 1891 حيث وصفته الصحافة المحلية بأنه «عبقري غريب الأطوار» الذي طلب أسعارًا باهظة لفنه وسيدمر ألوحة إذا لم تكن تناسبه.